# Tratto (liturgia)
Il tratto, spesso chiamato con il nome latino di tractus, è un canto liturgico interlezionale della Messa della Chiesa cattolica di rito romano. Nel rito ambrosiano viene chiamato cantus.
Il tractus ed il cantus appartengono al Proprio della Messa: il loro testo quindi varia a seconda dell'occasione liturgica celebrata.

## Storia
Il tratto, insieme al cantico, rappresenta lo strato più antico della Messa, quello della salmodia senza ritornello o in directum ed era parte integrante delle letture (lectio cum cantico). In effetti il suo nome deriva dal latino tractim, di seguito, senza interruzione e la sua collocazione seguiva appunto le letture.

Nei primi secoli le letture prima del Vangelo erano quattro ed avevano come contenuto la Legge, i Profeti, le Epistole e gli Atti; poi, nel IV secolo, si assestarono sul numero di due, una per ciascun Testamento; infine, verso il VII secolo, su una sola lettura. Il Lectionarium Romanum del 1970 ha reintrodotto le due letture nelle domeniche, nelle solennità e nelle feste del Signore se cadono di domenica..
Nel corso dei secoli il tratto è stato sostituito inizialmente dal graduale dopo la prima lettura e poi quasi definitivamente dall'alleluia dopo la seconda lettura. Nella Messa tridentina sostituisce il verso alleluiatico in Quaresima, nel Tempo di Settuagesima e nelle messe per i defunti.
Dopo la riforma liturgica del rito romano del 1969, nell'acclamazione prima del Vangelo, si può cantare al posto dell’Alleluia in tempo di Quaresima o il versetto posto nel Lezionario prima del Vangelo o un altro salmo o un tratto come si trova nel Graduale.

## Testo e musica
Dal punto di vista testuale, il tratto è costituito da una serie di versetti salmodici, presi per lo più da uno stesso salmo, che si susseguono senza nessuna interruzione responsoriale o antifonica. Dal punto di vista melodico, nel canto gregoriano, era un canto riservato alla schola, di genere melismatico, composto in una duplice modalità con procedimenti tipici di centonizzazione: in protus plagale (2° modo) per quelli della Settimana santa e tetrardus plagale (8° modo) negli altri periodi. Questa limitata modalità attesta la sua composizione arcaica. 
Il tratto più lungo è il Qui habitat della prima domenica di Quaresima, che appare uno dei più antichi. Probabilmente veniva suddiviso in due parti in funzione di due letture. Questo è uno dei canti più lunghi del repertorio gregoriano.